# 弗拉迪米尔·沃罗宁
弗拉迪米尔·沃罗宁（發音：[vladiˈmir voˈronin]；1941年5月25日—）是摩尔多瓦政治人物，摩尔多瓦前总统，摩尔多瓦共和国共产党人党主席。他是自东欧剧变后欧洲第一位经民主选举产生的来自共产党的国家元首（第二位是前任塞浦路斯总统、劳动人民进步党总书记季米特里斯·赫里斯托菲亚斯）。